# کابساس دل بییار
کابساس دل بییار دهستانی در استان آبیلای اسپانیا است.
در این دهستان ۴۴۳ نفر زندگی می‌کنند. مساحت این دهستان ۱۱۰٫۱۲ کیلومتر مربع است.